# Alexander Marshall Mackenzie
Alexander Marshall MacKenzie (1er janvier 1848 - 4 mai 1933) est un architecte écossais responsable de projets prestigieux, dont le siège de l'Isle of Man Banking Company à Douglas, et Australia House et l'hôtel Waldorf à Londres.

## Jeunesse
Né à Elgin dans le Morayshire, le 1er janvier 1848, fils de Thomas Mackenzie, architecte, et de sa femme Helen Margaret McInnes. Il fait ses études à l'Université d'Aberdeen et est formé avec James Matthews (1820-1898) à Aberdeen de 1863 à 1868. Il commence sa carrière dans le cabinet de David Bryce à Édimbourg.

## Vie professionnelle
En 1877, il s'associe à Aberdeen avec James Matthews, puis avec son propre fils. La majorité de son travail est entreprise dans le nord de l'Écosse. À Aberdeen, son œuvre comprend l'église Saint-Marc sur le viaduc de Rosemount (1892).

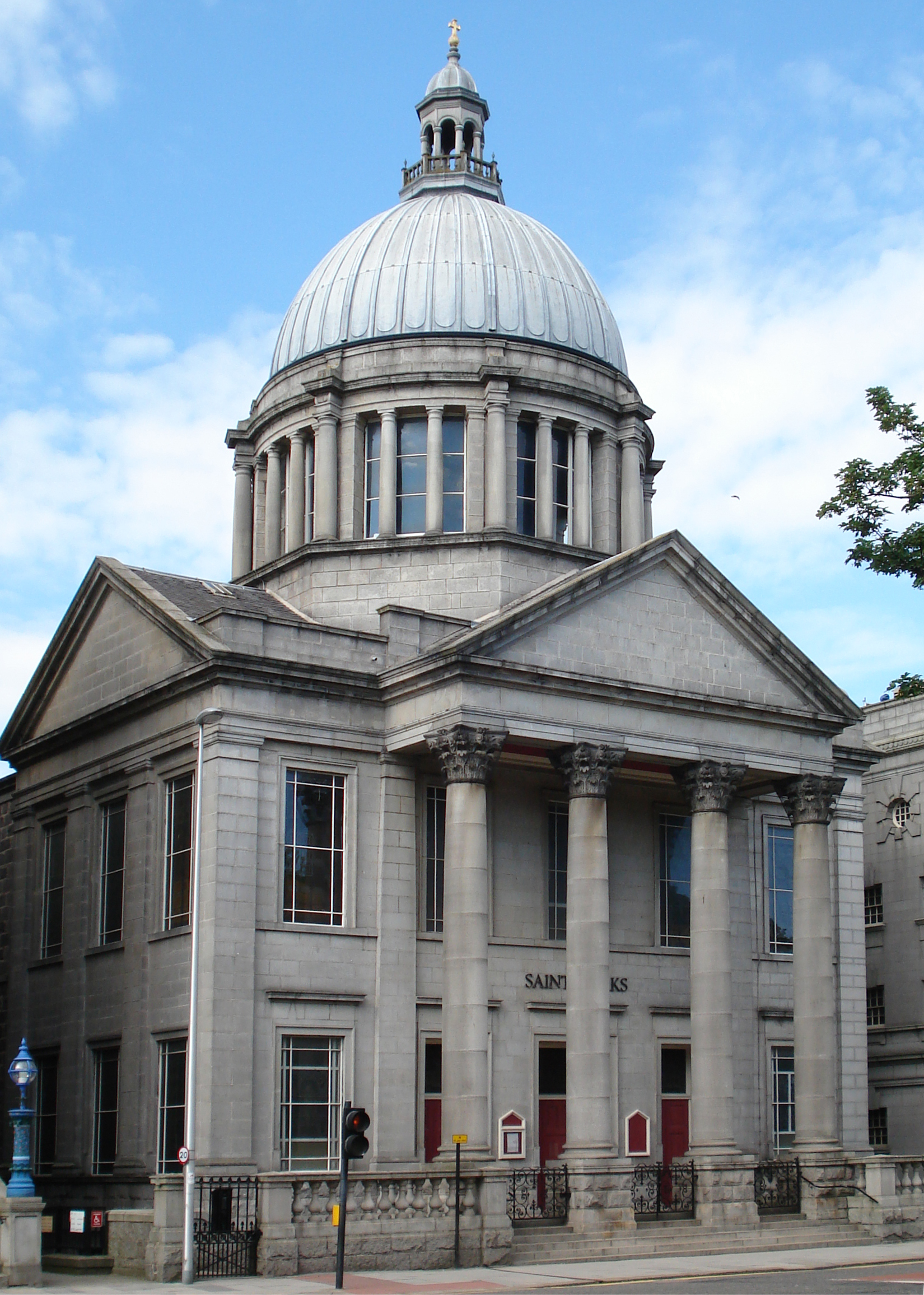
L'église Saint-Marc à Aberdeen.

Il travaille sur Elphinstone Hall (1926) au King's College, la galerie d'art - (1885), façade du Marischal College (1904–6) et de l'église Greyfriars voisine (1906), Harbour Offices (Regent Quay) et Langstane Kirk (ou West Church of St André).
La conception de la Gray's School of Art et de la Aberdeen Art Gallery s'inspire de la période d'études de Mackenzie en Italie (1883). L'architecture gothique anglaise est évidente dans les églises Craigiebuckler et Ruthrieston. L'église de Powis est de style gothique écossais.
En 1895, Mackenzie entreprend d'importants travaux de restauration interne à l'église paroissiale d'Udny. La structure du bâtiment, conçue par John Smith en 1821, n'est pas modifiée mais le toit est remplacé,.
En 1907, il est responsable de l'élargissement du pont Union et, en 1921, du War Memorial et du Cowdray Hall.
À Elgin, il conçoit de nombreux édifices publics, églises et écoles, dont l'hôtel de ville et l'ancienne maison de ville écossaise. Il agrandit la Banff Academy (1898) et le Rothiemay Castle (1902 et 1912). Il construit Coull House, une grande maison pour lui-même à Aboyne.
Il travaille sur des projets prestigieux dont la société bancaire de l'île de Man à Douglas, île de Man, l'Australia House et l'hôtel Waldorf à Londres et Hursley House, près de Winchester, Hampshire.
Il reçoit le patronage royal avec la conception de Crathie Kirk (1893) et est ensuite choisi par le duc et la duchesse de Fife (la fille du prince de Galles, la princesse Louise) pour le nouveau (3e) Mar Lodge (1895) et St Ninian's Chapelle, Braemar.

## Vie privée
Mackenzie épouse Phoebe Ann Robertson Cooper, la fille unique de l'avocat d'Elgin, Alexander Cooper, de Cooper & Wink. Elle est une petite-fille du général George Duncan Robertson, chef du clan Robertson. Leur fils aîné, Alexander George Robertson Mackenzie, est également un éminent architecte. Un fils cadet, Gilbert Marshall Mackenzie (1890 ou 1891 - 21 avril 1916), également architecte, combat dans les Seaforth Highlanders, et est tué au combat près de Kut.
Alexander Marshall Mackenzie continue à travailler jusqu'à moins d'une semaine avant sa mort le 4 mai 1933.
Mackenzie est élu RSA Associate en 1893 et admis à FRIBA en 1896. Il reçoit un LL honoraire. D. en 1906, marquant l'achèvement final du programme d'extension du Marischal College.